# Suyeong-gu
Suyeong-gu is een stadsdeel (gu) van de Zuid-Koreaanse stad Busan. Suyeong heeft een oppervlakte van 10,16 km², en telt circa 180.000 inwoners. In 1995 ontstond het stadsdeel na opdeling van Nam-gu.
Het Gwangalli (strand) is hier gesitueerd.

## Indeling
Suyeong-gu is onderverdeeld in 5 dong:
- Namcheon-dong (2 dong)
- Suyeong-dong
- Mangmi-dong (2 dong)
- Gwangan-dong (4 dong)
- Millak-dong

Buk-gu · 
Busanjin-gu · 
Dong-gu · 
Dongnae-gu · 
Gangseo-gu · 
Geumjeong-gu · 
Gijang-gun · 
Haeundae-gu · 
Jung-gu · 
Nam-gu ·
Saha-gu · 
Sasang-gu · 
Seo-gu · 
Suyeong-gu · 
Yeongdo-gu · 
Yeonje-gu